# Pablo Goberville
Pablo Alejandro Goberville (* 5. března 1971, Argentina) je argentinský fotbalista, obránce, který hrál v české Gambrinus lize.
Do svého týmu si ho jako zajímavou posilu přivedlo vedení týmu FC Slovan Liberec. Na testech uspěl a tak se od něj hodně očekávalo. Odehrál však jeden jediný zápas a po sezoně odešel. V Česku už pak nikdy nehrál.

## Ligová bilance
| Ročník                 | Zápasy | Góly | Klub              |
| ---------------------- | ------ | ---- | ----------------- |
| Gambrinus liga 1998/99 | 1      | 0    | FC Slovan Liberec |
| CELKEM česká 1. liga   | 1      | 0    |                   |